# Tarsilinha
Tarsilinha é um filme de animação brasileiro de 2022 criado por Célia Catunda e Kiko Mistrorigo. O filme é uma homenagem à artista Tarsila do Amaral, inspirado em seu conjunto de obras através de uma jornada de aventuras de uma garota de oito anos chamada Tarsilinha.

## Sinopse
Tarsilinha, uma garota de 8 anos, embarca em uma jornada fantástica para recuperar a memória de sua mãe. Para conseguir isso, ela precisa encontrar objetos muito importantes e especiais: as lembranças que foram roubadas. Durante essa caminhada, Tarsilinha verá diversas coisas incríveis e construirá amizades, mas também terá que encarar seus medos, superando obstáculos e voltar para casa em segurança com todas as lembranças recuperadas.

## Elenco
Compõem o elenco de vozes do filme diversos atores, atrizes e dubladores, destacando Marisa Orth (Lagarta), Alice Barion (Tarsilinha), Maira Chasseroux (Mãe), Ando Camargo (Sapo), Skowa (Saci) e Rodolfo Dameglio (Bicho Barrigudo).

## Produção
O filme foi criado por Célia Catunda e Kiko Mistrorigo, fundadores da TV PinGuim (Pinguim Content), os mesmos criadores das franquias Peixonauta e O Show da Luna. Zeca Baleiro compôs a música tema do filme, inspirado na obra de Villa Lobos. Ela é cantada pelo próprio cantor junto com a cantora Ná Ozzetti.
O cenário do filme é inspirado nas obras de Tarsila do Amaral, como A Lua e a A Cuca, onde a personagem principal adentra em meio as suas aventuras. O filme foi idealizado por cerca de 12 anos por Tarsilinha do Amaral, sobrinha-neta da célebre pintora Tarsila. A produção da animação foi realizada mesclando imagens 2D e 3D.

## Lançamento
O filme foi exibido na 20° Mostra de Cinema Infantil de Florianópolis em 23 de outubro de 2021.
O lançamento do filme estava marcado para o primeiro semestre de 2020, entretanto teve que ser adiado devido o avanço da pandemia de COVID-19. A produtora decidiu lançar um clipe-teaser do filme com a música tema cantada por Zeca Baleiro e Ná Ozzetti, como forma de fazer um esquenta para o lançamento do filme, em novembro de 2021. Houve negociações com empresas de streamings para lançar o filme digitalmente, como a Netflix, entretanto a produção optou por esperar o lançamento nos cinemas. Posteriormente, o lanaçmento foi marcado para 10 de fevereiro de 2022 pela H2O Films. Entretanto, chegou aos cinemas somente em 17 de março.